# (74388) 1998 XG25
(74388) 1998 XG25 – planetoida z pasa głównego asteroid okrążająca Słońce w ciągu 4,93 lat w średniej odległości 2,89 j.a. Odkryta 13 grudnia 1998 roku.